# توپ طلای ۱۹۵۸
توپ طلای ۱۹۵۸ (فرانسوی: 1958 Ballon d'Or‎) سومین رویداد سالیانهٔ توپ طلا بود که از سوی مجلهٔ فرانس فوتبال به بهترین بازیکن فوتبال در سال ۱۹۵۸ اعطا گردید که در این سال، ریموند کوپا برندهٔ توپ طلا شد.

## رتبه‌بندی
| ردیف | نام                    | باشگاه                           | ملیت                             | امتیاز |
| ---- | ---------------------- | -------------------------------- | -------------------------------- | ------ |
| ۱    | ریموند کوپا            | باشگاه فوتبال رئال مادرید        | فرانسه                           | ۷۱     |
| ۲    | هلموت ران              | باشگاه فوتبال روت‌وایس اسن        | آلمان غربی                       | ۴۰     |
| ۳    | ژوست فونتن             | باشگاه فوتبال استاد رنس          | فرانسه                           | ۲۳     |
| ۴    | جان چارلز              | باشگاه فوتبال یوونتوس            | ولز                              | ۱۵     |
| ۴    | کرت همرین              | باشگاه فوتبال فیورنتینا          | سوئد                             | ۱۵     |
| ۶    | بیلی رایت              | باشگاه فوتبال ولورهمپتون واندررز | انگلستان                         | ۹      |
| ۷    | جانی هاینز             | باشگاه فوتبال فولام              | انگلستان                         | ۷      |
| ۸    | هری گرگ                | باشگاه فوتبال منچستر یونایتد     | ایرلند شمالی                     | ۶      |
| ۸    | هورشت شیمانیک          | Wuppertaler SV                   | آلمان غربی                       | ۶      |
| ۸    | نیلس لیدهولم           | باشگاه فوتبال آ.ث. میلان         | سوئد                             | ۶      |
| ۱۱   | کالین مک‌دونالد         | باشگاه فوتبال برنلی              | انگلستان                         | ۵      |
| ۱۲   | گونار گرن              | باشگاه فوتبال اورگریته           | سوئد                             | ۴      |
| ۱۲   | فرانسیسکو خنتو         | باشگاه فوتبال رئال مادرید        | اسپانیا                          | ۴      |
| ۱۴   | لو یاشین               | باشگاه فوتبال دینامو مسکو        | اتحاد جماهیر شوروی               | ۳      |
| ۱۴   | وویادین بوشکوف         | باشگاه فوتبال وویوودینا          | جمهوری فدرال سوسیالیستی یوگسلاوی | ۳      |
| ۱۴   | والنتین کوزمیچ ایوانوف | باشگاه فوتبال تورپدو مسکو        | اتحاد جماهیر شوروی               | ۳      |
| ۱۴   | Bengt Gustavsson       | باشگاه فوتبال آتالانتا           | سوئد                             | ۳      |
| ۱۴   | لوییس سوارز میرامونتس  | باشگاه فوتبال بارسلونا           | اسپانیا                          | ۳      |
| ۱۹   | برونو نیکوله           | باشگاه فوتبال یوونتوس            | ایتالیا                          | ۲      |
| ۱۹   | دنی بلنچ‌فلوور          | باشگاه فوتبال تاتنهام هاتسپر     | ایرلند شمالی                     | ۲      |
| ۱۹   | ایوان پتکوف کولیف      | باشگاه فوتبال زسکا صوفیه         | بلغارستان                        | ۲      |
| ۱۹   | Lennart Skoglund       | باشگاه فوتبال اینتر میلان        | سوئد                             | ۲      |
| ۱۹   | Orvar Bergmark         | Örebro                           | سوئد                             | ۲      |
| ۱۹   | لادیسلاف نوواک         | دوکلا پراگ                       | چکسلواکی                         | ۲      |
| 25   | Gerhard Hanappi        | باشگاه فوتبال راپید وین          | اتریش                            | ۱      |
| 25   | جیامپیرو بونیپرتی      | باشگاه فوتبال یوونتوس            | ایتالیا                          | ۱      |